# Македонизация в Пиринска Македония
Македонизацията в Пиринска Македония е процес, при който от страна на властите в България и Югославия се провежда политика по зараждане на общност в Пиринска Македония с изявено македонско национално самосъзнание. На преброяванията преди 1945 година в България няма регистрирани етнически македонци, но според преброяванията от 1946 и 1956 година в България живеят 160 541, съответно 178 862 етнически македонци. Тази статистика е резултат от процеса на македонизация в Пиринска Македония, който протича между 1944 и 1958 година като социално-политически експеримент за промяна на националното самосъзнание на населението от българско към македонско и като стъпка към създаването на Обединена Македония в рамките на Югославия. Този процес е следствие на установяването на комунистическия режим в България след края на Втората световна война и промяната на геополитическите условия. След като Тито и Сталин влизат в открит конфликт през 1948 г., идеята за Балканска федерация пропада, а политиката на т. нар. културна автономия е частично изоставена от БКП. Въпреки това македонизацията продължава с намаляваща интензивност до 1958 г. и дава известен резултат, като малка част от населението в Пиринско приема или запазва трайна македонска национална идентичност.

## История

### Предистория
През 1934 година е приета резолюция на Коминтерна по македонския въпрос, с която за първи път в историята авторитетна международна организация дава насока за признаване съществуването на отделен македонски народ и македонски език. Макар мнозинството от българските комунисти в Москва да не са съгласни с коминтерновското решение, те се подчиняват на новата политическа линия. Така политиката на Коминтерна постепенно се налага и БКП (т.с.), ЮКП и ГКП започват да работят за формиране на ново национално съзнание сред българите в Македония. Показателен е процесът срещу про-комунистическата ВМРО (обединена) от 1936 година, на който 9-а от обвиняемите се обявяват за „македонци“, а 5-а за „българи“. В тази връзка през 1938 г. в България се създава т. нар. македонски литературен кръжок с цел формиране на отделен македонски език. Въпреки това, тенденцията към „македонизиране“ на славянското население в Македония не расте със забележима сила до 1945 г. Дотогава тя обхваща предимно по-голямата част от малобройните местни участници в комунистическата съпротива във Вардарска Македония и някои левичари в Гърция и България. Процесът е интензифициран особено след войната и изтеглянето на българската администрация от региона, последвано от идването на комунистическите партии в България и Югославия на власт. Същото се отнася и за Северна Гърция контролирана по време на Гражданската война от ГКП. За разлика от България и Гърция, където процесът спира през 50-те години на миналия век и няма траен успех, във ФНРЮ се създава Народна република Македония, дава се началото на македонската историография и се работи за формиране ново национално съзнание и нов език.

### Политика на „културна автономия“
Още в края на 1941 г. Сталин, на среща в Москва с британския пратеник Антъни Идън, изразява позиция, че българо-югославската граница след войната „трябва да пострада“ в ущърб на България. През 1943 г. т.нар. „Комисия Литвинов“, създадена в Москва за ревизия на следвоенните граници в Европа, предлага създаването на „единна македонска държава“. Посланикът на Кралство Югославия в Москва Станое Симич реагира негативно на идеята за „македонска нация“, като обяснява на заместник-комисаря по външните работи Александър Корнейчук, че самостоятелен македонски народ не съществува, а хората, които населяват Вардарска Македония, са основно българи и сърби.
След преврата от 9 септември 1944 г. и края на българско управление в Македония, комунистическа България поема политика на тясно сближение с Югославия. На 15 и 17 септември в Москва се провеждат срещи между Георги Димитров и Тито, на които се постига споразумение по въпросите, засягащи взаимоотношенията между двете партии, но има трудности при провеждането на набелязаната линия за създаването на федерация между двете страни. Димитров отклонява натиска на Тито за незабавно откъсване на Пиринския край и присъединяване на страната към Югославия. Ролята на политически арбитър в случая играе Сталин. Той приема българския възглед за поетапно изграждане на южнославянска федерация на паритетни начала.
В есента на 1944 г. българското комунистическо ръководство се споразумява с ЮКП и КПМ да пропагандира обединението на македонския народ, да съдейства за събуждането на македонското национално съзнание в Горноджумайска област и да признае населението ѝ за македонско. Това се разглежда като първа стъпка за присъединяването на областта към бъдеща Обединена Македония в рамките на Балканска федерация, част от която да стане и България. През 1945 г. в опозиционния печат излизат тревожни съобщения за македонистките намерения на комунистическата партия. Остро критични срещу ръководството на БРП (к.) са предупрежденията, че то се готви да денационализира населението в Пиринска Македония. От началото на 1946 г. в Пиринска Македония започва много по-добре организирана и направлявана пропаганда, която има остро настъпателен характер. Тя намира съюзници в средите на областната организация на БРП (к.), чиито функционери изпадат изцяло под югославско влияние.
Така през лятото на 1946 г. на обща българо-югославска среща в Москва, Сталин одобрява югославски план за даване на културна автономия на Пиринска Македония, а БРП (к.) дава своето съгласие за него. Сталин също изисква от България много по-интензивно да развива „македонско съзнание“ сред българите в Пиринския край, заявявайки: „Че нямало развито още македонско съзнание у населението, това нищо не значи. И в Белорусия нямахме такова съзнание, когато я обявихме за съветска република. А сетне се оказа, че действително има беларуски народ.“
В резултат на Августовския пленум на ЦК на БРП (к.) от 1946 година е взето решение за отваряне на училища, в които да се преподава на новосъздадената македонска езикова норма и „македонска“ история през прочита на зараждащата се македонска историография. В резултат решенията на пленума се откриват Македонски народен театър в Благоевград (май 1947), Македонска пътуваща книжарница, като започват да се провеждат и други македонистки мероприятия в пряко сътрудничество с Народна република Македония. Сред главните идеолози на процеса е комунистическият активист Васил Ивановски. За целта в Пиринска Македония пристигат 93 учители от НР Македония, които подготвят училищната програма в местните училища, разпределени по следния начин: 22 учители в Горноджумайска околия, 22 в Неврокопска, 19 в Светиврачка, 16 в Петричка и 14 в Разложка.
Започва издаването на „Пиринско дело“ и се отваря издателство „Македонска книга“. Населението принудително е абонирано за различните печатни издания и е принуждавано да участва в културно-образователните срещи. Българското правителство реорганизира или разпуска традиционно силните сред македонските българи научни и културно просветни организации Македонски научен институт, Илинденска организация и Съюз на македонските емигрантски организации. Предава голяма част от наличните им книги и етнографски артефакти, включително останките на Гоце Делчев, на Народна република Македония.
През август 1947 година Георги Димитров подписва Бледската спогодба, която реално дава възможност за обединение на Пиринска Македония с Вардарска Македония, след като са отменени визовите режими и са премахнати митническите служби. Въпреки това, България отхвърля прякото присъединяване на областта към Югославия докато не се финализира планираното включване на България във ФНРЮ.
Въпреки че официално България признава съществуването на македонската нация и македонския език, мнозинството от жителите на Пиринска Македония продължават да се определят за етнически българи. През декември 1946 година е проведено преброяване на населението в Пиринска Македония. Държавните власти дават указания местното население в Пиринско да бъде административно записвано като „македонско“, включително помаците, с изключението на хората с произход от вътрешността на страната, евреите, циганите и турците. На заседанието си от 21 декември областният комитет на БРП в Горна Джумая решава да се приеме формула за наличие на 70% „македонци“, а в противен случай партийните активисти са заплашени с изключване от партията, в градовете в графата говорим език на преброителните документи да се пише „български“, а в селата – предимно „македонски“. В резултат на тези указания от 252 908 жители на областта, 160 541 лица са определени като етнически македонци, други 9 хиляди етнически македонци са отчетени в други части на страната. В доклад на партийната организация на БКП в Петрово се констатира, че „Въпросът за присъединяване на Пиринска към Вардарска Македония се посреща с голямо недоумение от населението, а от партийната маса – с негодувание“.

### Съпротива срещу насилствената македонизация
Отказващите да приемат новата идентичност биват преследвани от официалната власт. Изявени общественици, бивши революционери и други, които отказват да се подпишат на преброяването като етнически македонци биват интернирани във вътрешността на България. Такъв е случаят с войводата Ичко Бойчев, а общият им брой надхвърля 40 000 души. Заради засилването на политическия терор и насилствената македонизация много жители на Пиринска Македония минават в нелегалност и се включват в Горянското движение. Главен организатор на съпротивителното движение в Санданско, Разложко и Гоцеделчевско е Герасим Тодоров, който организира голяма въоръжена чета. В училищата, където се преподават така наречените македонски език и история често се стига до конфликти между ученици и югославските учители, а самите курсове са слабо посещавани.
Опозиционният печат в България също се противопоставя на насилствената македонизация. В навечерието на преброяването от 46-а вестниците „Свободен народ“ и „Народно земеделско знаме“ публикуват позив на българи от Пиринска Македония и македонски бежанци, живеещи в други части на България под заглавието „Македонски българи на пост!“, в който жителите на Пиринска Македония се призовават:
| „ | ...Днес, когато открито се проявяват стръвни апетити за нашата национална принадлежност и за части от територията на България, налага ни се повече от всякога да бъдем нащрек и да бдим за своята народност и своята земя: да не позволим с дадените от нас сведения да се експлоатира срещу самите нас, срещу нашата българщина и срещу земята ни! ... При вас може би ще се явят отстъпници от своя род, които ще искат да ви убеждават, пък може би и да ви насилват в графата националност да се пише: "македонец". Не се поддавайте на внушенията на такива отстъпници, не ги слушайте, обърнете им гръб! Внимавайте добре да не би някой преброител да ви пише, каквото той желае - "македонци", а не българи - каквито му се заявявате и каквито сте. Затова отнесете се до свой доверен грамотен човек ... и поискайте той да напише отговора ви (ако не знаете да четете и пишете, или да провери какво е писал преброителя), ако се съмнявате в него. Вие, интелигентни и грамотни девойки и младежи, особено от Горно-Джумайската област, бъдете в услуга и на разположение на неграмотните наши сънародници - напишете им декларациите и бъдете особено бдителни в посочването народността им. Ние, македонските българи, сме изживели много насилия и премеждия. Да бъдем нащрек, да бдим, за да победим и сегашната заплаха! Тъй както са били нащрек и са бдели нашите бащи и майки ... да следваме техния път и да останем верни на техния завет. Защото той е заветът на Дамян Груева и Гоце Делчева, на Пере Тошева и Христо Матова, на Яне Сандански и Христо Узунов, заедно с безбройните техни другари и сътрудници. Всички те, заедно с голямото мнозинство герои от Илинден умряха като българи за свободата, правото и правдата на Македония. Да следваме завета им! | “ |

Опозиционният печат също така публикува заловени окръжни писма до околийските управители, където се нарежда населението да бъде записано административно като „македонско“. По повод предвиденото присъединяване на Пиринска Македония към Югославия Кръстьо Пастухов пише във вестник „Свободен народ“: „Не е съновидение, че е имало проект за присъединяване, ние ще кажем, за затриване от картата на независима България – но за сега изоставен по скоро от външни причини“, а политиката водена от БКП определя така: „Тя не е нито социализъм, нито марксизъм, нито народна, а чисто и просто антинационална.“ Във вестник „Знаме“ от 19 ноември 1946 година се казва: „Значи картите се разкриха: действително се замислюва отцепването на Пиринския край от България. Това е ясно, но съвсем не е ясно защо само за сметка на България трябва да стане „обединението на македонския народ“, още по-малко убедително е, защо „бъдещето мирно развитие на България в най-близко сътрудничество с братска Югославия“ е възможно само на базата, че част от българската земя заедно с населението ще трябва да отиде под чуждо владичество.“ Критикува се и самото създаване на „македонски нация“ и „език“ като цяло – примерно вестник „Свободен народ“ нарича тази „нация“ „измислица на сръбските комунисти - империалисти“, вестник „Знаме“ в броя си от 11 май 1946 г. нарича изграждането на македонска „раса“ изкуствено, както и свързаните с него създаване на македонски „език и граматика“ и пише, че това е ненужно за превръщане на Македония в достоен член на Югославската федерация, а същият вестник на 24 декември същата година нарича „македонския“ изкуствена смес от Български и Сръбски, целяща да откъсне Македонските българи от общата им култура и е определена като пречка за културното изравняване на Македония с другите части на Титова Югославия.
Насилствената македонизация е отхвърляна и от крайната левица в България, пример за което е становището „Македонския въпрос“ в брой № 9 на информационния бюлетин на Федерацията на анархистите комунисти в България, излязъл през декември 1946 година, в което се заявява че:
| „ | ...Забравят се героичните борби на беззаветните борци за национално освобождение на македонските българи и непосредствената цел на тези борби и се правят усилия да се замъгли и заличи това славно минало, като се даде на македонския въпрос един нов облик, какъвто той никога не е имал. Забравя се, че нито Гоце Делчев, нито Дамян Груев, нито Михаил Герджиков, нито който и да е от най-изтъкнатите дейци на македонското национал-революционно движение не са третирали македонците като отделна нация и че голяма част от тях като прогресивни българи са присъединявали усилията си и са жертвали живота си не за създаването на една македонска държава и още по-малко за едно просто заменяне на сръбската династия с един диктатор, който в своите шовинистически поглъщателни аспирации по нищо не се различава от крал Александър. Напоследък се изобрети един нов географски термин - Пиринска Македония, и се прояви небивала щедрост, на която кураж нямаха даже и предателите Филовци и компания, да се поднесе тази скъпа за страната ни част от тялото на България на Титова Югославия, БЕЗ да се питат жителите от тази част на България дали предпочитат българските джандари пред сръбските пандури... Не бихме се ласкали никога от мисълта ние - анархистите - да имаме незавидната чест да защитаваме националните въжделения... Но никога не бихме си позволили също тъй глупостта да останем безразлични пред едно подло и абсурдно предателство на националните интереси на българския народ и да не защитим тия нещастни наши братя... | “ |

### Отхвърляне на културната автономия и последствия
В началото на 1948 година назрява конфликт между Югославия и СССР, а в резултат се проваля идеята за Балканска федерация. БКП поема курс към защита на българските национални интереси и започва постепенно възстановяване на възгледа, че македонците са българи. На XVI пленум на ЦК на БРП (к.) от 12 юли 1948 година се взимат следните решения:
| „ | 3. Да не се допущат в бъдеще никакви нарушения на суверенитета на българската държава в Пиринския край; да се преустанови всякакво безконтролно минаване на границата от Народната република Македония в Пиринския край и обратно; да се тури край на враждебната агитация на разните емисари (учители, книжари и пр.) и да се премахне практиката на принудително изучаване на официалния македонски език от чиновниците, принудителното абониране на населението за македонски вестници и пр. в Пиринския край. 4. Да се продължи с неотслабваща енергия политиката на културна автономия за македонското население в Пиринския край, като се изучава в училищата историята на македонското освободително движение и се популяризират неговите дейци; да се създават македонски самодейни художествени колективи и пр.; да се въведе факултативното изучаване на македонския литературен език в училищата, което да се води от местни македонски учители... 6. Да се остави на населението в Пиринския край само свободно да определя своята националност. | “ |

На V конгрес на БКП от декември 1948 година политиката за налагане на т. нар. културна автономия на Пиринска Македония е частично отхвърлена. От 1949 г. нататък тонът спрямо Югославия се изостря и практически всякакви контакти между двете страни са прекратени. Партийната линия изглежда все по-мъглява, като според нея само в „народна и демократична“ България „македонското население“ в Пиринския край е получило своето „икономическо и социално освобождение“ и развива своя национална култура. След смъртта на Сталин през март 1953 г., пак по знак на Москва започва нормализация на отношенията с Югославия който обаче е прекратен през 1957 година. В този контекст партийно-държавното ръководство в София натоварва двама свои членове с изработването на нова позиция по темата Македония: това са Енчо Стайков (член на Политбюро, секретар на ЦК и председател на ОФ) и Димитър Ганев (секретар на ЦК). Преди това, през декември 1956 г., е проведено преброяване, съпътствано от изрични инструкции за даване на възможност за свободно самоопределение. Резултатите са подобни на преброяването от декември 1946 г., т.е. в страната има 187 789 етнически македонци, включително 178 862 в Пиринско. Обяснението на тези резултати се крие във все още неревизираното официално признаване на „македонски край“ в България. Скоро новите ръководители начело с Тодор Живков се показват привърженици на по-неотстъпчива линия по македонския въпрос, но на първо време те не лансират практически мерки за „ре-българизирането“ на Пиринско и натрупаната инерция действа. Спомените от предшестващата кампания без съмнение влияят на начина, по който хората се самоопределят. Към това трябва да се добави и начинът на набиране на информация от страна на преброителите, които предпочитат да записват по чисто формален начин данните, фигуриращи в личните документи. А през 1956 г. според тях населението на Пиринско е предимно „македонско“.
Общата промяна в курса на малцинствената политика през 1958 г. предполага наличието на връзка между нея и посещението на Никита Хрушчов по това време в България. Той вероятно е дал на българската страна свобода за действие в малцинствената политика. Това предизвиква преди всичко промяна на курса по македонския въпрос през 1958 г., но въпреки това, едва на Мартенски пленум на ЦК на БКП от 1963 година, официалната власт открито критикува водената между 1944 – 1958 година македонистка политика и ясно заявява позициите си. Независимо от това, македонизацията на населението в Пиринско е дала резултат и малка част от него приема и/или запазва трайна македонска национална идентичност. Показателни за промяната на тази политика са и преброяванията на населението в България, които отразяват 178 862 етнически македонци през 1956 година, но при преброяването през 1965 година са преброени вече само 9632 етнически македонци. Срещу македонизиралата се част от българското население, част от която планира поне няколко години преди Мартенския пленум и осъществяване на терористична дейност против българската държава с цел отделянето на Пиринска Македония от нея, са осъществявани административни, политически и културни мерки от началото на 60-те години до края на комунистическия режим. В резултат част от това население емигрира зад граница. Започва и индустриализацията на Благоевградски окръг. На срещата между Тодор Живков и Леонид Брежнев в резиденция Воден през 1973 година на България е даден картбланш от страна на СССР за по-активна политика срещу Югославия по македонския въпрос. Въпреки това, на заседание на Политбюро на ЦК на БКП от 11 април 1989 година Пенчо Кубадински твърди, че в резултат на активна радиопропаганда от Югославия отново се наблюдава формиране на процес на македонско национално съзнание, за което има роля и нерешителността на партийното ръководство и подчинените му журналисти и интелигенция да оборват упорито, систематично и пред широката общественост югославските фалшификации по македонския въпрос заради криворазбран „пролетарски интернационализъм“ и разрастващите се в резултат на това безпаметност за Българската История и национален нихилизъм в Българското общество като цяло, съчетани в Петричко с изолация на населението заради превръщането на областта в забранена зона между България и натовска Гърция.

### Посткомунистически период
След демократичните промени от 1989 година се създават македонистки движения ОМО Илинден и ОМО Илинден-Пирин, но с неголяма членска маса от по 120 – 140 активни членове. Мнозинството от самоопределящите се на национален принцип за македонци в днешни дни са от селата Мосомище, Копривлен, Ново Лески, Борово, Баничан, както и в град Гоце Делчев. Като етнически македонци се самоопределят и част от местните помаци. При преброяванията през този период резултатите са следните: 10 803 етнически македонци през 1992 година, от които 3500 с майчин език македонски, 5071 етнически македонци през 2001 година, и 1654 етнически македонци през 2011 година. Мнозинството от определящите се като етнически македонци на последното преброяване (1091) са северномакедонски граждани постоянно пребиваващи в България. Независимо от това, данните от преброяванията през 1946 и 1956 година се използват от властите в новопровъзгласената Северна Македония, като доказателство за съществуващо значително македонско малцинство и предявяване на политически претенции спрямо Република България. Те се поддържат от организации като Българският хелзинкски комитет. Според преобладаващото в България схващане, понастоящем македонците са българска етнографска група със своя регионална идентичност. Различията в историческите факти, приемани от интелектуалния елит и властите в Северна Македония, оставят трудно преодолими противоречия в разискванията на българо-северномакедонската историческа комисия образована през 2018 година като част от Договора за приятелство, добросъседство и сътрудничество между България и Северна Македония.
През 1998 година Милена Милотинова заснема филма „Хроника на едно национално предателство“, в който са включени редица интервюта с участници и пострадали в събитията между 1944 – 1948 година, а през 2014 година bTV излъчва филма „Македония – последният проект на Коминтерна“ на същата тематика.